# 马来西亚雇员公积金

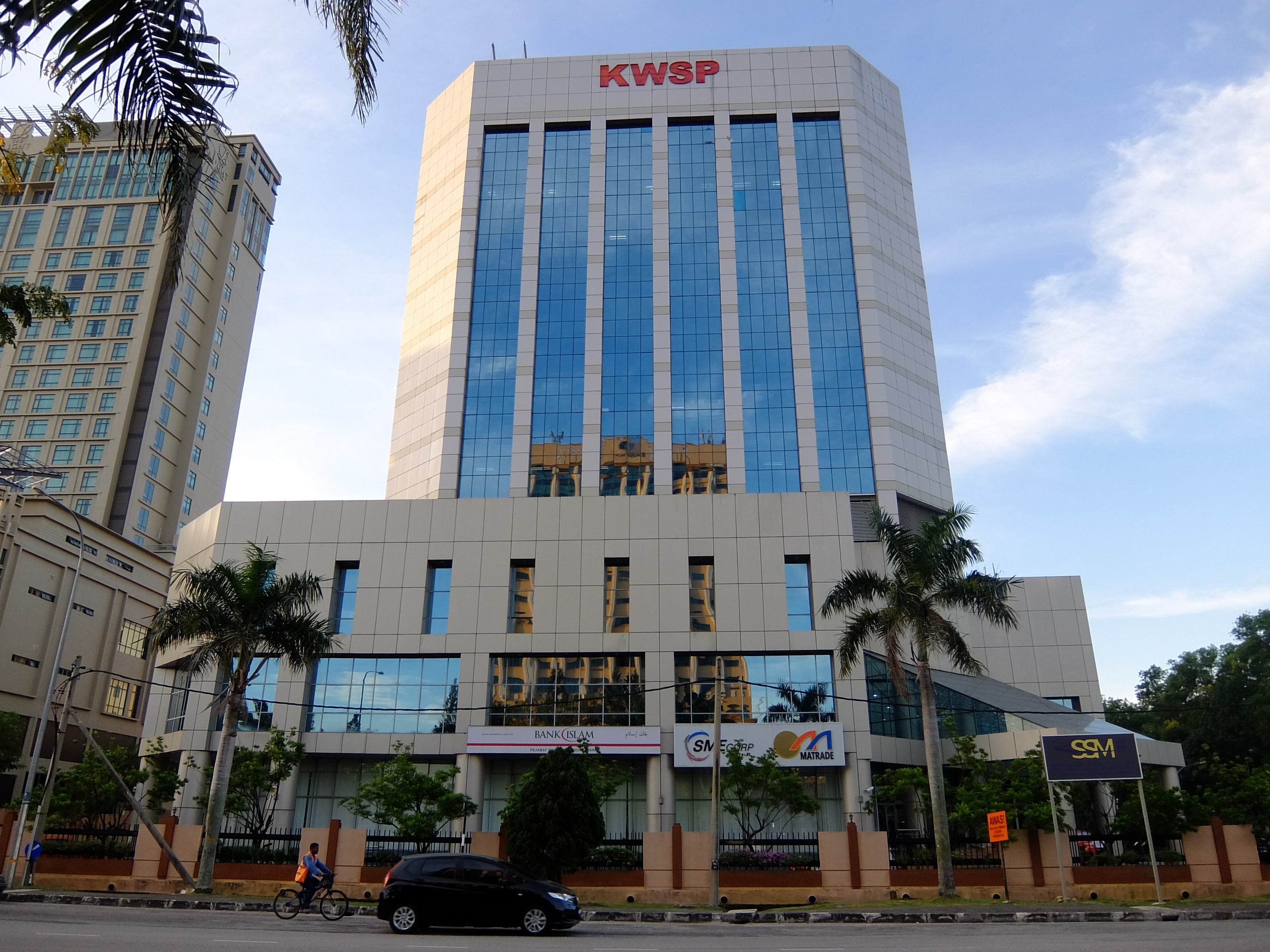
马来西亚雇员公积金

馬來西亞雇員公積金，通稱EPF，是馬來西亞財政部轄下的聯邦法定機構。它管理強制儲蓄計畫（英語：compulsory savings plan）和退休金。馬來西亞公民和在馬來西亞工作的外國公民可取得公積金會員的資格。

## 历史
马来西亚雇员公积金成立于1951年，根据1951年雇员公积金条例法（Employees Provident Fund Ordinance 1951），隶属于国家邮政局。该法于1982年被1951年雇员公积金法（EPF Act 1951）取代，1991年被1991年雇员公积金法（EPF Act 1991）取代。1991年雇员公积金法要求雇主需缴付雇员的公积金，并允许其会员在退休前或其他特殊情况下取回这些“退休金”。截至2012年12月31日，雇员公积金拥有1,360万会员（其中640万是活跃会员）及502,863名雇主。
雇员公积金旨在帮助雇员将一小部分工资作为“退休金”。
截至2014年3月31日，雇员公积金的资产规模为5970亿令吉 使其成为亚洲第四大养老金和世界第七大养老金。
截至2012年，雇员公积金要求每个成员至少11％的月薪存储在公积金中，同时，会员的雇主有义务额外资助至少12％的员工工资（如果工资低于5,000令吉，则为13％）存储在会员的公积金中。
公积金可以用作投资于可取得回报和清真的公司，而所获得的股息被存入各自会员的公积金账户。会员也可以在自己的投资中使用其公积金，但雇员公积金不会承担他们的损失。
2019年公积金局约有1459万名会员，公积金局的会员人数增长2.8％至1460万，而注册雇主人数也增长3％至52万2300名雇主，电子户头（i-Akaun）用户数量也增长了24.6％，达到760万。
美世(Mercer)、蒙納士大學商學院和特許金融分析師協會(CFA Institute)10月19日聯合公佈「2021年美世特許金融分析師協會全球養老金指數排行榜」。新加坡是所有亞洲國家和地區之首，馬來西亞則為第三。
2021年, 馬來西亞雇員公積金 (Employees Provident Fund)公佈, 2021 年 6 月 30 日（2021 年上半年）的上半年總投資收入為 340.5 億令吉。

### 利息
雇员公积金宣布公积金的年度利息将随着时间的推移而变化，该利息取决于投资的结果。

#### 1952年－2000年[7]
| 1952至1959 | 1960至1962 | 1963  | 1964  | 1965至1967 | 1968至1970 | 1971  | 1972至1973 | 1974至1975 | 1976至1978 | 1979  | 1980至1982 | 1983至1987 | 1988至1994 | 1995 | 1996 | 1997至1998 | 1999  |
| ---------- | ---------- | ----- | ----- | ---------- | ---------- | ----- | ---------- | ---------- | ---------- | ----- | ---------- | ---------- | ---------- | ---- | ---- | ---------- | ----- |
| 2.50%      | 4.00%      | 5.00% | 5.25% | 5.50%      | 5.75%      | 5.80% | 5.85%      | 6.60%      | 7.00%      | 7.25% | 8.0%       | 8.5%       | 8.0%       | 7.5% | 7.7% | 6.7%       | 6.84% |

#### 2000年－2024年[8]
| 2000  | 2001  | 2002  | 2003  | 2004  | 2005  | 2006  | 2007  | 2008  | 2009  | 2010  | 2011  | 2012  | 2013  | 2014  | 2015  |
| ----- | ----- | ----- | ----- | ----- | ----- | ----- | ----- | ----- | ----- | ----- | ----- | ----- | ----- | ----- | ----- |
| 6.00% | 5.00% | 4.25% | 4.50% | 4.75% | 5.00% | 5.15% | 5.80% | 4.50% | 5.65% | 5.80% | 6.00% | 6.15% | 6.35% | 6.75% | 6.40% |

| 2016  | 2017  | 2018  | 2019  | 2020  | 2021  | 2022  | 2023  | 2024  |
| ----- | ----- | ----- | ----- | ----- | ----- | ----- | ----- | ----- |
| 5.70% | 6.90% | 6.15% | 5.45% | 5.20% | 6.10% | 5.35% | 5.50% | 6.30% |

根据1991年雇员公积金法第27条，雇员公积金有责任提供2.5％的利息。
雇员公积金声称降低利息是因为投资风险低，收益固定的机构的结果，这些机构给予较低的回报但维持了会员公积金的主要价值（英語：principal value）。这是因为雇员公积金主要是为其会员提供稳定的财务保障。
此外，雇员公积金进一步阐述将以其净利进行新的利息计算以及表现评估，该利息取决于投资收益（英語：return on investments），而投资收益又取决于资产配置（英語：Asset Allocation）。
雇员公积金还将自1996年以来的利息下降。因为75％的投资基金集中在与市场利率密切相关的机构，包括马来西亚政府证券，借贷或债券和货币市场，过去几年的低利率对雇员公积金投资的回报产生了不利影响。
2007年4月，政府所发布的“2007年雇员公积金法”将55岁以上会员的月进账减少50％（员工方面从11％降至6.2％，雇主方面从12％降至5.7％）。 与养老金计划下的会员相比，这一变化将导致成千上万成员的劣势，因为他们在退休后未获得免费医疗，该法案被描述为对高级会员的歧视。 根据该法案，外籍工人的雇主也可以将每人每月缴纳5令吉入他们的公积金，这也引起了企业偏好海外员工的担忧。 政府回应将探讨该法案，后来政府表示会员的月进账可超过被削减的数额。外籍工人方面则保持不变，理由是该政策已于1998年实施。

### 提款
公积金作为一个退休计划，公积金储蓄中的资金只有在会员年满50岁时才能提取其30％。55岁或以上的会员则可以提取所有的公积金。当公积金会员因去世、移民出境、身心障碍或需要医疗时，公积金也可被提取  。55岁以上的会员可以选择不立即提取其公积金储蓄，并且会员的雇主可以自行决定继续将12％的会员工资存入会员的公积金中。
公积金储蓄还可以用于购买第一套或第二套住房，减少或偿还住房贷款，其中包括使用公积金第二户口（Account 2）的资金。此外，公积金也可以用来支付月度住房贷款，或作为购买PR1MA（一种政府支持的住房计划）房屋的资金。

### 帐户
从2007年1月1日起，公积金会员的公积金储蓄分成两个账户，两个账户有不同的利息以及领取条件，每个月公积金进账的70％将存储进第一个帐户，剩余的30％则存入第二个帐户。当会员年满55岁、身心障碍、离开国家或去世便可从第一个帐户中提款。会员的第一套房子的首期、贷款、教育和医疗费用、投资、或年满50岁，则允许从第二个帐户中提款。

## 公积金声明书[22]
在马来西亚申请银行的任何金融服务（房屋贷款，个人贷款和信用卡等），公积金声明书（英語：EPF Statement）是所需的文件之一。公积金会员和其雇主的每月供款将显示在该声明书中。公积金会员可前往雇员公积金或在上网获取声明书。